# سوره مکی

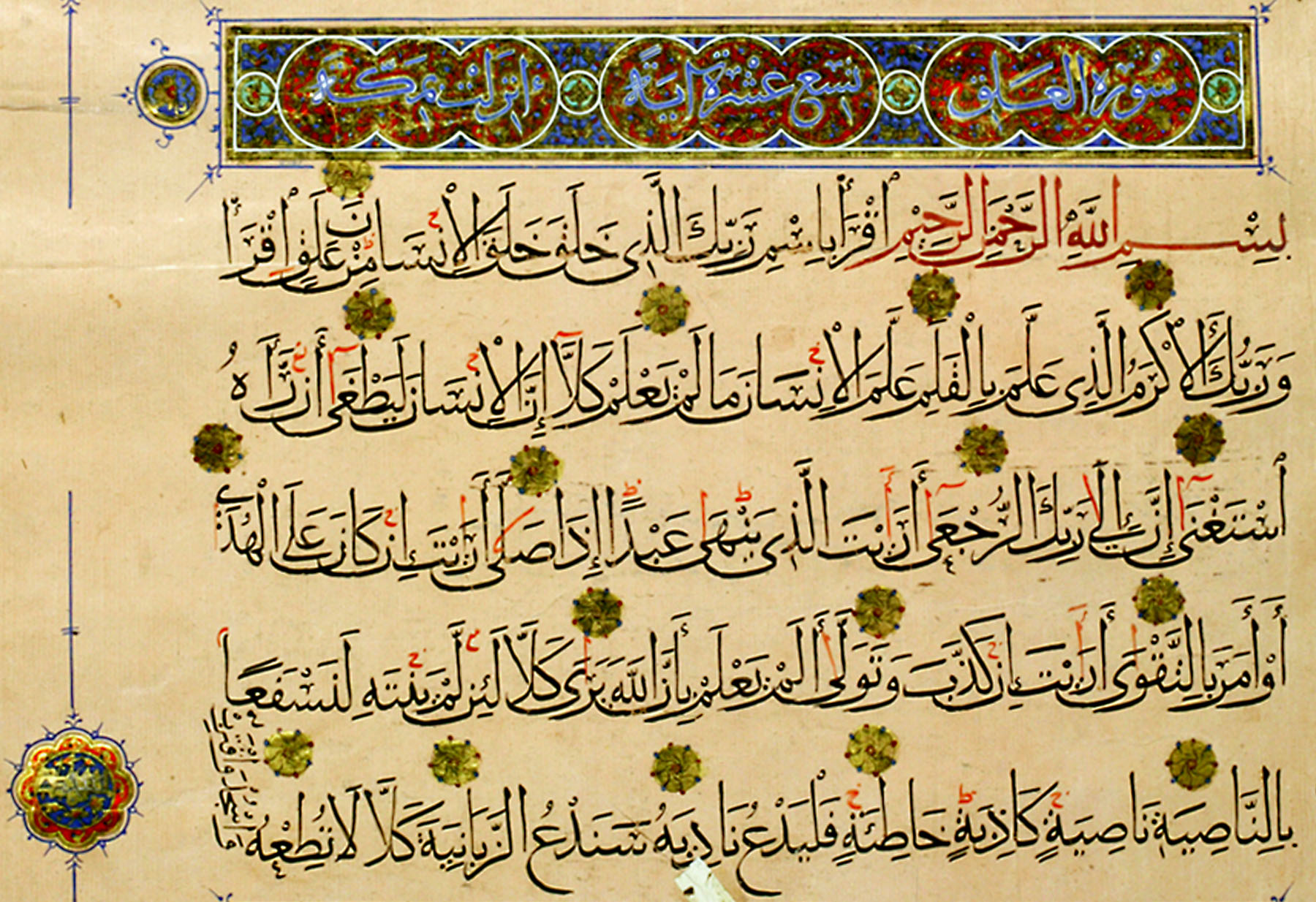
خوشنویسی سوره العلق (یک سوره مکی) اثر خوشنویس نامعلوم مصری

به ۸۶ سوره از قرآن که منسوب به زمان اقامت محمد بن عبدالله در مکه و پیش از هجرت او به مدینه هستند، سوره‌های مکی می‌گویند.